# Рауш, Эмиль
Эмиль Рауш (нем. Emil Rausch; 11 сентября 1883, Берлин, Германия — 14 декабря 1954, Берлин, Германия) — немецкий пловец, дважды чемпион и бронзовый призёр летних Олимпийских игр 1904.
На Играх 1904 в Сент-Луисе Рауш участвовал в трёх дисциплинах, в каждой из которых выиграл по медали. Он стал чемпионом в заплывах на 880 ярдов и 1 милю вольным стилем и бронзовым призёром в гонке на 220 ярдов вольным стилем.
Через два года Рауш участвовал в неофициальных олимпийских играх 1906 в Афинах, на который выиграл серебряную медаль в эстафете 4×250 м вольным стилем. Однако Международный олимпийский комитет не признаёт эту награду официальной, как и все Игры.